# Gerhard Bondzin

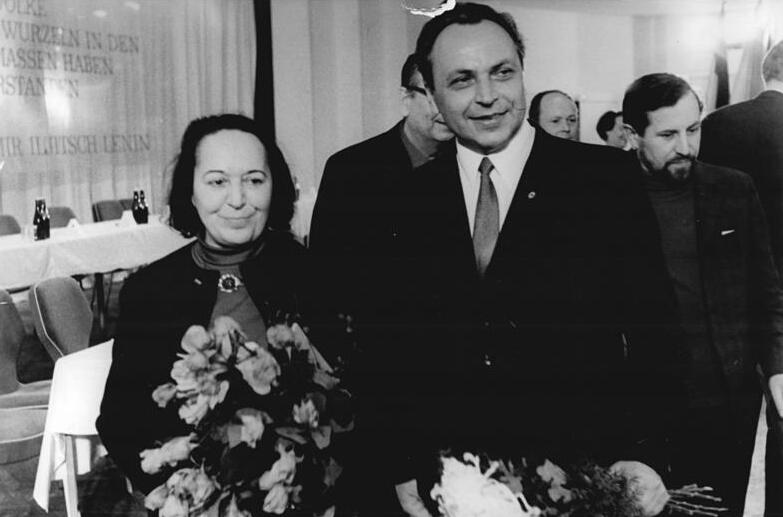
Gerhard Bondzin mit Lea Grundig 1970

Gerhard Bondzin (* 29. Juli 1930 in Mohrungen, Ostpreußen; † 20. März 2014) war ein deutscher Maler und Grafiker. Er lebte und arbeitete in Dresden.

## Leben und Wirken

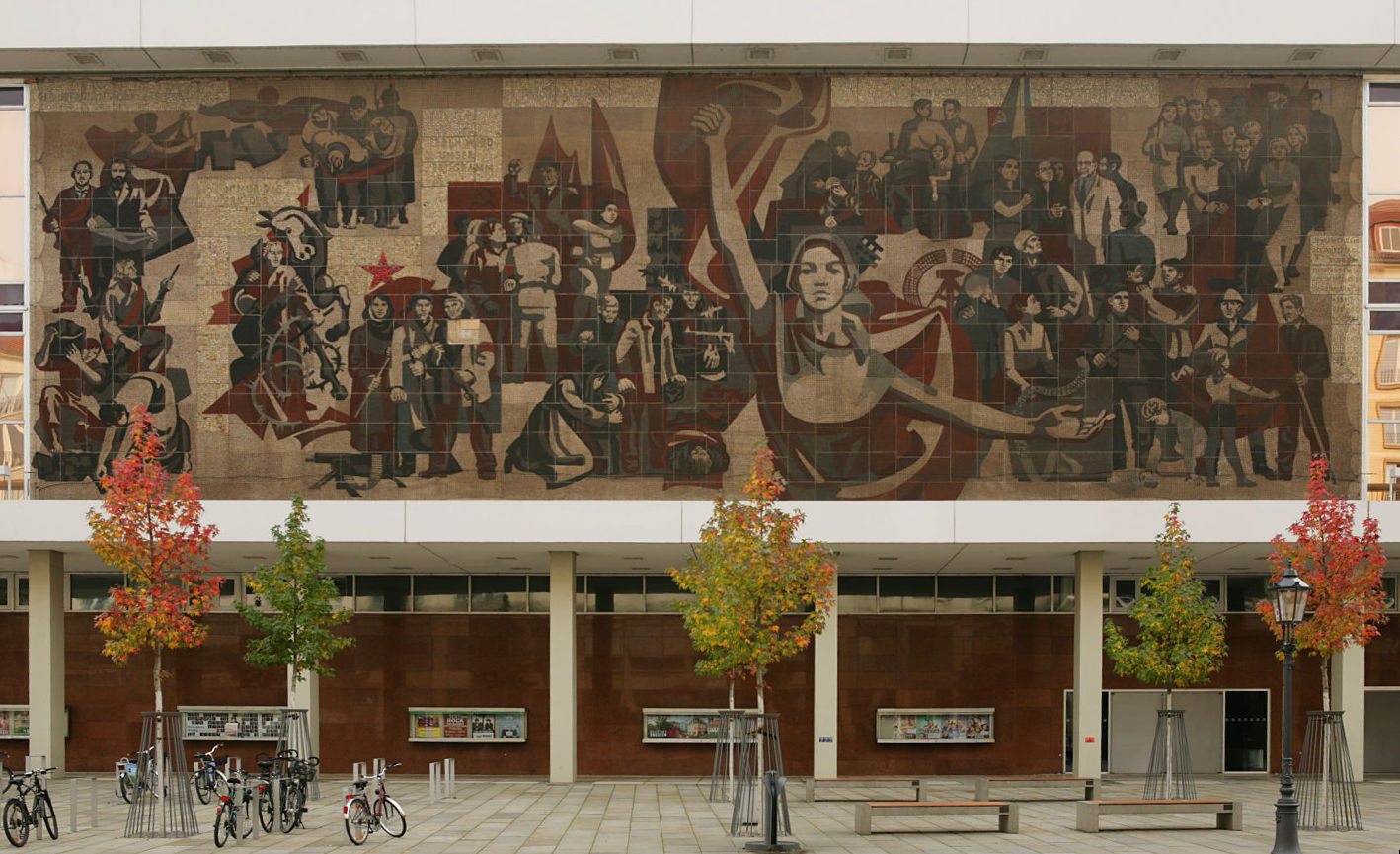
Wandbild Der Weg der roten Fahne (1969) in Dresden

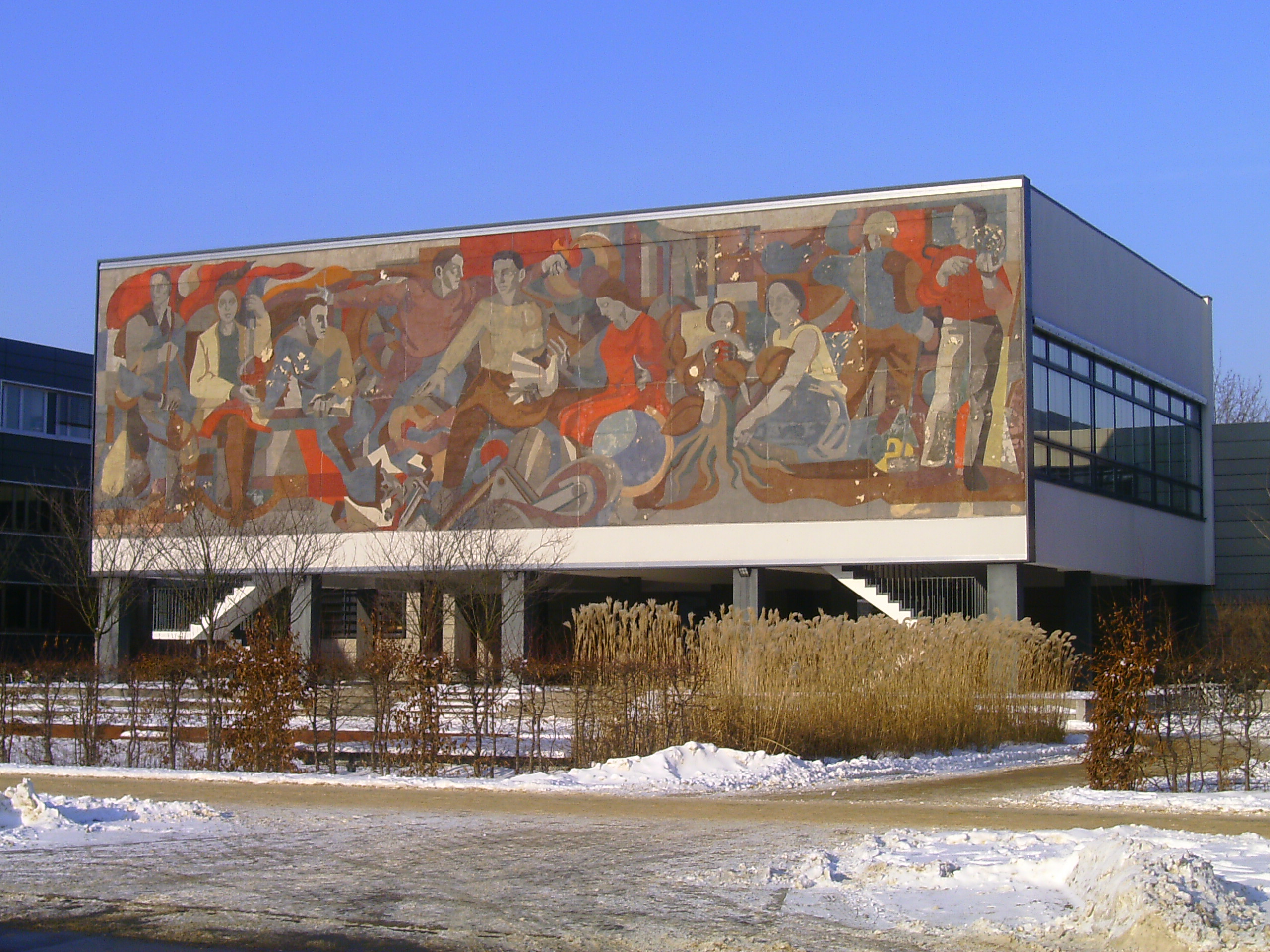
Wandbild Mensch und Bildung (1970er-Jahre), Cottbus

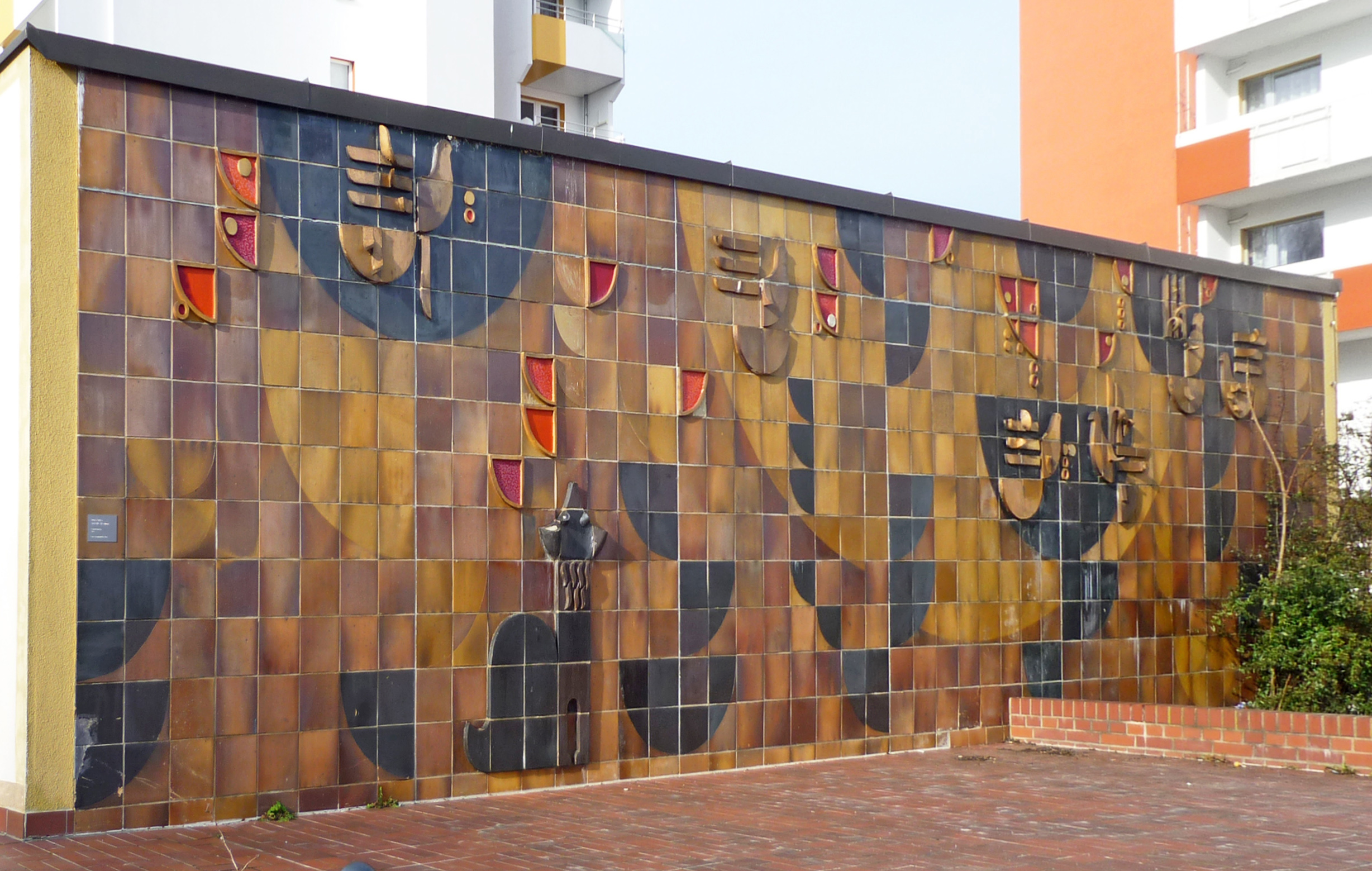
Wandbild Fuchs und Trauben (1986) in Dresden

Bondzin war der Sohn eines Buchdruckers. Bereits mit acht Jahren druckte er seinen ersten Holzschnitt, und er hatte auch als Künstler eine besondere Neigung zu dieser Technik. Von 1946 bis 1948 erlernte er an der Industrieschule für Spielzeug und Keramik in Sonneberg den Beruf des Keramik-Modelleurs. Von 1948 bis 1951 studierte er Malerei bei Hans Hoffmann-Lederer an der Hochschule für Baukunst und Bildende Künste Weimar und im Anschluss daran bis 1953 bei Fritz Dähn und Rudolf Bergander an der Hochschule für Bildende Künste Dresden (HfBK), wo er bis 1957 als Aspirant unterrichtet wurde. Nach seinem Abschluss nahm er 1957 eine Oberassistentenstelle an der Hochschule an. Bondzin nahm in der Öffentlichkeitsgunst der DDR einen raschen Aufstieg. 1962 wurde er Dozent für Malerei und 1965 zum Professor berufen. Im selben Jahr übernahm Bondzin bis 1970 als gewählter Rektor der HfBK Dresden die Leitung der Hochschule. Sein Stellvertreter war bis 1969 Gerhard Präkelt. Bondzin war Lehrer u. a. von Siegfried Besser, Marianne Dextor, Hans-Ulrich Gravenhorst, Dietmar Gubsch, Michael Hofmann, Joachim Kuhlmann, Manfred Ludwig, Sigrid Noack, Anna-Maria Ranft, Rainer Schumacher, Emil Spiess, Klaus Staps, Berndt Wilke und Rolf Wurzer.
Bondzin trat 1953 der SED bei. Von 1969 bis 1984 war er Mitglied der SED-Bezirksleitung Dresden und war von 1969 bis zur Auflösung der Akademie der Künste zu Berlin im Jahr 1993 deren ordentliches Mitglied. Von 1970 bis 1974 war er als Nachfolger von Lea Grundig Präsident des Verbandes Bildender Künstler der DDR.
Bondzin war mit der Malerin Friderun Bondzin verheiratet. Sein Sohn ist der Maler Dyrck Bondzin.
Sein Grab befindet sich auf dem Friedhof in Dresden-Schönfeld.

## Studienreisen
- UdSSR: 1957, 1959, 1967
- Vietnam, Kuba, Italien: 1962
- Bulgarien: 1964

## Werke (Auswahl)
- Schichtwechsel (Tafelbild, Öl, 1957)
- Wer ist mehr? (Holzschnitt, 1958; im Bestand des Sächsischen Kunstfonds)[4]
- Zyklus Vietnam (Holzschnitt, 1965)
- Die Unbesiegbaren (Tafelbild, Gouache, 1967; im Bestand der Dresdner Galerie Neue Meister)[5]
- Der Weg der roten Fahne, 1969 (Wandbild am Kulturpalast Dresden)
- Drei kubanische Arbeiter, 1976
- Fuchs und Trauben, 1986 (keramisches Großmosaik am „Club Passage“ in Dresden-Gorbitz)
- Mensch und Bildung, 197? (Wandbild am Lehrgebäude der Fakultät für Architektur der BTU Cottbus)
- Mensch und Natur, 198? (keramisches Großmosaik an Uni-Gebäude in Cottbus)
- keramisches Großmosaik, vermutlich Ende 1980er Jahre, in einem Gebäude der Zollverwaltung in Dresden (Carusufer)

### Graphikeditionen (Auswahl)
- Berliner Studien 86, I, II und III. (Lithografien), 1987. Hrsg. Akademie der Künste der DDR.

## Ausstellungen
Bondzin hatte eine bedeutende Zahl von Einzelausstellungen und Ausstellungsbeteiligungen im In- und Ausland, darunter in Hanoi, Sofia, dem damaligen Leningrad, Moskau, Florenz und Livorno. In der DDR war er u. a. von 1953 bis 1983 an der Dritten Deutschen Kunstausstellungen bis zur IX. Kunstausstellung der DDR in Dresden beteiligt.

### Einzelausstellungen der letzten Jahre
- 2008: Lüneburg, Ostpreußisches Landesmuseum (Grafikzyklus Schrecken der Flucht über das Eis)[6]

## Ehrungen
- Kunstpreis der DDR, Kunstpreis des DTSB, 1963
- Kunstpreis des FDGB, 1966 und 1969
- Nationalpreis der DDR, 1969
- Ehrennadel der Gesellschaft für Deutsch-Sowjetische Freundschaft, 1969 und 1972
- Martin-Andersen-Nexö-Kunstpreis der Stadt Dresden, 1975

## Museen und öffentliche Sammlungen (Auswahl)
- Dresden, Gemäldegalerie Neue Meister[7]
- Dresden, Kupferstich-Kabinett (u. a.: Dong-Hoi; Holzschnitt)[8]
- Erfurt, Angermuseum (u. a.: Im Vorbalkan; Rohrfederzeichnung, 1964)[8]
- Frankfurt (Oder), Galerie Junge Kunst[1]
- Moskau, Puschkin-Museum[1]
- Rostock, Kunsthalle[1]
- Sofia, Nationalgalerie[1]
- St. Petersburg, Kupferstichkabinett der Eremitage[1]
- Weimar, Kunstsammlungen[1]